# 山背部小田
山背部 小田（やましろべ の おだ）は、飛鳥時代の人物。氏は山代（やましろ）とも書く。冠位は勤大弐、贈直広肆。
壬申の乱（672年）で大海人皇子（天武天皇）に従い、東海道に軍の動員を命じる使者になった。

## 出自
山背部氏の出自は明らかでないが、山背国造家山背氏（山背直）の私有部曲とする説がある。

## 経歴
壬申の乱を起こした大海人皇子は、6月26日までに美濃国と伊勢国が味方についたことを知った。そこで伊勢国朝明郡の郡衙から、さらに東海（東海道）と東山（東山道）の軍を発するための使者を遣わした。山背部小田と安斗阿加布が東海への使者になった。彼等は無事に任務を果たしたらしい。
『続日本紀』文武天皇2年（698年）12月30日に、勤大弐の山代小田に直広肆の位を贈ったとする記事がある。『日本書紀』と『続日本紀』で、このような位階贈与記事は、壬申の功臣の死亡時に設けられる。山代小田は山背部小田と同一人物で、この日かその少し前に死んだと推測できる。